# Nikołaj Lubarski
Nikołaj Markowicz Lubarski (ros. Николай Маркович Люба́рский, ur. 1887 w Odessie, zm. 11 marca 1938) – radziecki polityk, działacz partyjny, dyplomata.

## Życiorys
Od 1905 członek SDPRR, bolszewik, 1908-1917 przebywał na emigracji w Belgii, Włoszech, Francji i Stanach Zjednoczonych, od maja do listopada 1918 był sekretarzem Pełnomocnego Przedstawicielstwa (Ambasady) RFSRR w Szwajcarii, później pracował w Ludowym Komisariacie Spraw zagranicznych RFSRR. Nadzwyczajny pełnomocnik KC RKP(b) i WCIK w guberni jarosławskiej, 1919-1920 pracownik Zachodnioeuropejskiego Sekretariatu Kominternu w Berlinie, później emisariusz Komitetu Wykonawczego Kominternu w KPW, od 1921 emisariusz Komitetu Wykonawczego Kominternu w KPCz. Od 7 lipca 1922 do lipca 1923 ambasador RFSRR/ZSRR w Mongolii, 1923-1929 pracownik Centralnego Związku Stowarzyszeń Spożywców ZSRR, 1929-1936 kierownik Wydziału Redakcyjno-Wydawniczego Międzynarodowego Instytutu Agrarnego. W 1937 aresztowany, w 1938 rozstrzelany na terenie Obwodu archangielskiego.